# 91-ша піхотна дивізія (США)
91-ша піхотна дивізія (США) (англ. 91st Infantry Division (United States) — військове з'єднання, піхотна дивізія армії США. Дивізія брала участь у бойових діях Першої та Другої світових війн.

## Історія
91-ша піхотна дивізія була сформована 5 серпня 1917 року у Форт Льюїсі, поблизу Такоми, штат Вашингтон. З'єднання складалося з 181-ї, 182-ї піхотних бригад та 166-ї бригади польової артилерії, кулеметного батальйону, а також частин та підрозділів інженерних військ та зв'язку.
Влітку 1918 року 91-ша дивізія прибула на Західний фронт до складу V корпусу Американських експедиційних сил. Під час 100-денного наступу військ союзників на Західному фронті дивізія брала участь у боях за Сен-Мієль та в Мез-Аргоннській операції. На її рахунку розгром 1-ї гвардійської піхотної дивізії в ході битви. Останні дні війни билася у складі 6-ї французької армії дивізійного генерала Антуана де Бойсоді.
Після завершення воєнних дій повернулася до США, де незабаром була розформована. 1921 році 91-ша дивізія була знову активована та включена до сил Організованого резерву армії США, перебуваючи в штаті Каліфорнія.
15 серпня 1942 року у Кемп-Вайт, штат Орегон, дивізія включена до складу регулярної армії та 3 квітня 1944 року відправлена на Європейський театр війни. Дивізія увійшла до складу сил 5-ї армії генерал Кларка, що билася в Італії. Бої за Рим, при прориві Готської лінії, у Північній Італії.
За 125 днів бойових дій дивізія втратила 8 744 особи, зокрема 1 400 — загинули в боях, 6 748 — були поранені, 262 — зниклий безвісти та 334 — потрапили у полон.
З грудня 1946 року, після нетривалої деактивації, 91-ша піхотна дивізія знову відновлена, як частина Резерву армії, з 1959 року — вона навчальна дивізія Резерву армії США.

## Відомі військовослужбовці дивізії
- Ерл Воррен — 14-й голова Верховного суду США у 1953–1969 роках.